# Elephastomus gellarus
Elephastomus gellarus is een keversoort uit de familie cognackevers (Bolboceratidae). De wetenschappelijke naam van de soort werd in 1965 gepubliceerd door Carne.